# Eleocharis nudipes
Eleocharis nudipes là loài thực vật có hoa trong họ Cói. Loài này được (Kunth) Palla mô tả khoa học đầu tiên năm 1908.